# Ashraf Amaya
Ashraf Omar Amaya  (Oak Park, Illinois, 23 de noviembre de 1971) es un exbaloncestista estadounidense. Con 2.03 de estatura, jugaba en la posición de ala-pívot.

## Equipos
- Walther Lutheran High School
- 1989-1993 Universidad del Sur de Illinois
- 1993-1994 TED Kolejliler
- 1993-1994 Quad City Thunder
- 1994-1995 Fort Wayne Fury
- 1994-1995 Ampelokipi Atenas
- 1995-1996 Vancouver Grizzlies
- 1996-1997 Washington Bullets
- 1997-1998 Idaho Stampede
- 1998-1999 Mens Sana Siena
- 1999-2002 Maroussi Atenas
- 2003-2004  Ülkerspor
- 2003-2004 Dakota Wizards
- 2003-2004 CB Tenerife

## Palmarés
- Mundial de Grecia 1998. Estados Unidos. Medalla de Bronce.
- 2000-01 Recopa de Europa. Maroussi Atenas.
- 2003-04 CBA. Dakota Wizards.